# مبارزه در دره
مبارزه در دره (عربی: صراع في الوادي) یک فیلم به کارگردانی یوسف شاهین است که در سال ۱۹۵۴ منتشر شد. از بازیگران آن می‌توان به فاتن حمامه و عمر شریف اشاره کرد.